# Pero Pinheiro
Pero Pinheiro (pré-AO 1990: Pêro Pinheiro) é uma vila portuguesa que foi sede da extinta Freguesia de Pero Pinheiro do Município de Sintra, no Distrito de Lisboa, e que pertenceu à histórica província da Estremadura. A freguesia que tinha 16,06 km² de área e 4 246 habitantes (2011), tinha, por isso, uma densidade populacional de 264,4 hab/km².
A Freguesia de Pero Pinheiro havia sido criada em 11 de Março de 1988. Em 2013, no âmbito da reforma administrativa nacional, foi anexada às freguesias de Almargem do Bispo e Montelavar criando-se a União de Freguesias de Almargem do Bispo, Pero Pinheiro e Montelavar.
Por sua vez, a povoação de Pêro Pinheiro foi elevada à categoria de vila em 24 de Agosto de 1989.

## História
A freguesia de Pero Pinheiro teve uma história curta, tendo sido criada em 11 de março de 1988, por desanexação da "ancestral" Freguesia de Montelavar, pela Lei n.° 57/88, aprovada pela Assembleia da República naquela data, e que resultou dum trabalho insano e combate desenvolvido por um Movimento Para a Criação da Freguesia de Pero Pinheiro, de base e génese popular, a que pertenceram as seguintes individualidades: Presidente - Joaquim Luís Pereira Veríssimo; Vogais - António Júlio Grilo, Arlindo Salvador Corredoura, Boaventura Duarte Peralta, Carlos Parreiras Fernandes, Carlos Portela, Eduardo Galrão Jorge, Eduardo Garcia Jorge, Humberto Raimundo Simões, Jorge Humberto Simões, Jorge Manuel Galrão, José Manuel Caixeiro, José Raúl Amaro, Luís Manuel Corredoura, Manuel Dias Costa, Maria José Ribeiro, Maria Mercês Parreiras.
A sua sede, Pero Pinheiro, subiu a Vila em 30.06.89, com base na Lei n.° 60/89 e é localmente o centro geográfico e estratégico de toda a região envolvente que vai para além dos limites da freguesia, tendo sido a este propósito lavrado em mármore para memória futura e pelo protagonismo na subida a Vila, o seguinte registo:
Junta de Freguesia:
Presidente - Joaquim Luís Pereira Veríssimo; Secretário - Luís Manuel Corredoura; Tesoureiro - Arlindo da Silva Vistas;
Mesa da Assembleia de Freguesia: Presidente - Vitorino Guilherme Casinhas Duarte Pesquita; l.° Secretário - Lino Rufino a Silva; 2.° Secretário - Alberto Duarte Rosalino; Deputado à Assembleia da República - Manuel Maria Moreira.

## População
| População da freguesia de Pêro Pinheiro | População da freguesia de Pêro Pinheiro | População da freguesia de Pêro Pinheiro | População da freguesia de Pêro Pinheiro | População da freguesia de Pêro Pinheiro | População da freguesia de Pêro Pinheiro | População da freguesia de Pêro Pinheiro | População da freguesia de Pêro Pinheiro | População da freguesia de Pêro Pinheiro | População da freguesia de Pêro Pinheiro | População da freguesia de Pêro Pinheiro | População da freguesia de Pêro Pinheiro | População da freguesia de Pêro Pinheiro | População da freguesia de Pêro Pinheiro | População da freguesia de Pêro Pinheiro |
| --------------------------------------- | --------------------------------------- | --------------------------------------- | --------------------------------------- | --------------------------------------- | --------------------------------------- | --------------------------------------- | --------------------------------------- | --------------------------------------- | --------------------------------------- | --------------------------------------- | --------------------------------------- | --------------------------------------- | --------------------------------------- | --------------------------------------- |
| 1864                                    | 1878                                    | 1890                                    | 1900                                    | 1911                                    | 1920                                    | 1930                                    | 1940                                    | 1950                                    | 1960                                    | 1970                                    | 1981                                    | 1991                                    | 2001                                    | 2011                                    |
|                                         |                                         |                                         |                                         |                                         |                                         |                                         |                                         |                                         |                                         |                                         |                                         | 4 428                                   | 4 712                                   | 4 246                                   |

Criada pela Lei n.º 57/88  ,  de 23 de Maio, com lugares desanexados da freguesia de Montelavar

A importância de Pêro Pinheiro ao nível local e regional surgiu e desenvolveu-se não só por virtude da sua posição central, dum ponto de vista geográfico, mas também pela riqueza calcária (mármore) do seu subsolo, de cuja exploração surgiu uma dinâmica indústria, que concentrando-se fundamentalmente na área desta freguesia gerou nela o maior centro de transformação de rochas ornamentais neste país e um dos maiores na cena europeia.
Este centro industrial tem cerca de 300 pequenas e médias empresas, que se dedicam à transformação de mármores e granitos e que são o principal pilar económico-social da região, girando à sua volta outros sectores de industrial, comercial e de serviços, designadamente nas áreas da metalomecânica, ferramentas diamantadas, abrasivos, carpintaria, mobiliário, materiais de construção e cabos elétricos.
O embrião do hodierno industrial desta freguesia surge com importância aquando da construção do maior monumento histórico português edificado - o Convento de Mafra - e desde então Pero Pinheiro, a sua freguesia e as suas gentes marcaram sempre vincada presença em grandes obras e monumentos nacionais, e ao longo dos tempos vêm exportando para as "quatro partidas do mundo", a alma e o engenho do seu povo através do trabalho e arte incorporados na pedra fria e inerte que é o mármore.

## Força Aérea Portuguesa
Na Freguesia encontram-se localizados três unidades da Força Aérea Portuguesa, no local denominado do Granja do Marquês. São elas a Base Aérea n.° 1 (BA1), a Academia da Força Aérea e o Museu do Ar.
A presença da aviação na Granja remonta ao ano de 1920, com o início da atividade da Escola Militar de Aviação naqueles terrenos. Foi com tal génese que, em 1939, foi criada a BA nº1. Sendo uma das unidades operacionais da Força Aérea Portuguesa, nela estão sediadas três esquadras: a 401 Cientistas", que em simultâneo, com a sua missão militar de reconhecimento aéreo, e guerra eletrónica, desempenha uma importante missão de interesse público, traduzida na vigilância da nossa zona económica exclusiva, em especial nas áreas de controle de pescas e da poluição. Compete-lhe ainda igual mente realizar a fotografia aérea para utilização das Forças Armadas. As duas restantes esquadras são a 502, "Elefantes" e a 507, "Jacarés", que se dedicam ao transporte aéreo geral e tático.
Na BA1, encontra-se ainda um polo do museu do Ar, que pode ser visitado gratuitamente pelo público todos os fins-de-semana e apresenta uma exposição estática de algumas mais significativas aeronaves que voaram com a cruz de Cristo.
A Academia da Força Aérea (AFA) iniciou as suas atividades em 1 de Fevereiro de 1978, sendo um estabelecimento militar de ensino superior, responsável pela formação de todos os oficiais do quadro permanente da Força Aérea habilitados com licenciatura. Na AFA funciona igualmente a Escola Superior de Tecnologias Militares Aeronáuticas, por sua vez responsável pela for mação dos oficiais do quadro permanente habilitados com bacharelato. Para apoio às atividades letivas, possui laboratórios de eletrotecnia, de química, de aeronáutica, de línguas, 2 anfiteatros, um auditório, um pavilhão gimnodesportivo, campo de futebol com relvado sintético e pista de atletismo.
O Museu do Ar é um museu de material aeronáutico da Força Aérea Portuguesa, sediado na Base Aérea n.º 1 (Sintra), com dois polos visitáveis no Aeródromo de Manobra n.º 1 (Ovar) e no Complexo Militar de Alverca (Alverca do Ribatejo).

## População
A população apresenta uma estratificação etária equilibrada, mas em que a idade activa perde terreno para a juventude e a terceira idade. Conta com 4 712 habitantes (2001)., com uma densidade de 293,4 hab/km².

## Património Histórico
No respeitante ao património histórico construído pode-se referir pela importância e antiguidade que têm a Capela da Nossa Senhora da Luz em Cortegaça, que remonta ao século XVI, a Capela da Nossa Senhora da Conceição, edificada no século XVII, e o Aqueduto da Granja (Arcos Pombalinos), construído no século XVIII, para abastecer o então Casal da Granja, conhecido como Granja do Marquês.

## Algumas histórias
No plano arqueológico foram descobertas ruínas-vestígios de uma Villa Romana, no lugar Granja dos Serrões, que ali já existia antes da era de Cristo.
Na actualidade, pode-se afirmar que dum ponto de vista cultural a Freguesia de Pero Pinheiro apresenta ainda algumas características próprias do meio rural donde emergiu, mas já se encontra fortemente impregnada dos aspectos específicos dos centros industriais e urbanos.
É uma localidade jovem que acredita no futuro e sente como seu símbolo a figura do Canteiro e duma grande Coluna ancestral, aquele enquanto profissional que lavra o mármore, dando-lhe as formas e os acabamentos necessários à sua utilização, actividade que gerou o crescimento e o desenvolvimento da Vila e Freguesia de Pêro Pinheiro, e esta, ou seja, a Coluna, como resultado do labor daquele, que corresponde adicionalmente a um marco histórico, pois por tradição oral é reconhecida como uma peça extraída do seu sub solo e manufacturada no local com destino ao Convento de Mafra, para onde não chegou a ser transportada por razão desconhecida.

## Vinte Anos
No ano de 2008 comemorou-se os vinte anos como freguesia, data essa comemorada com um concerto de João Pedro Pais ao qual assistiram mais de 3000 pessoas.

## Localidades
Cortegaça, Granja do Marquês, Morelena, Pêro Pinheiro e Fação.